# Pentoxyverine
Pentoxyverine (rINN) hoặc carbetapentane là thuốc chống ho (thuốc giảm ho) thường được sử dụng để trị ho liên quan đến các bệnh như cảm lạnh thông thường. Nó được bán không cần đơn tại Hoa Kỳ dưới dạng Solotuss, hoặc kết hợp với các loại thuốc khác, đặc biệt là thuốc thông mũi. Một sản phẩm như vậy là Certuss, một sự kết hợp của guaifenesin và pentoxyverine.
Thuốc có sẵn ở dạng giọt, huyền phù và thuốc đạn.

## Công dụng
Thuốc được sử dụng để điều trị ho khan liên quan đến các tình trạng như cảm lạnh thông thường, viêm phế quản hoặc viêm xoang. Giống như codein và các thuốc chống ho khác, nó làm giảm triệu chứng, nhưng không chữa lành bệnh. Không có thử nghiệm lâm sàng có kiểm soát về hiệu quả của pentoyxverine có sẵn.
Các dược sĩ sử dụng chất này như một chất chủ vận chọn lọc tại thụ thể sigma-1 trong động vật  và thí nghiệm trong ống nghiệm.

## Chống chỉ định
Pentoxyverine chống chỉ định ở những người bị hen phế quản  hoặc các loại suy hô hấp khác (khó thở), cũng như bệnh tăng nhãn áp góc đóng. Không có dữ liệu có sẵn cho việc sử dụng pentoxyverine trong khi mang thai, cho con bú hoặc trẻ em dưới hai tuổi, trong trường hợp không được sử dụng thuốc trong những trường hợp này.
Thuốc chống ho không hữu ích ở những bệnh nhân sản xuất đờm rộng vì chúng ngăn ngừa ho ra đờm.

## Tác dụng phụ
Các tác dụng phụ phổ biến nhất (gặp ở hơn 1% bệnh nhân) là đau bụng trên (bụng), tiêu chảy, khô miệng và buồn nôn hoặc nôn. Phản ứng dị ứng của da như ngứa, phát ban, nổi mề đay và phù mạch là rất hiếm. Điều tương tự cũng đúng đối với sốc phản vệ và co giật.

## Quá liều
Quá liều dẫn đến buồn ngủ, kích động, buồn nôn và tác dụng kháng cholinergic như nhịp tim nhanh (nhịp tim cao), khô miệng, mờ mắt, tăng nhãn áp hoặc bí tiểu. Đặc biệt ở trẻ em, pentoxyverine có thể gây giảm thông khí, nhưng hiếm khi hơn so với codein và các thuốc chống ho opioid khác.
Việc điều trị quá liều nhằm vào các triệu chứng; không có thuốc giải độc đặc hiệu có sẵn.

## Tương tác
Không có tương tác đã được mô tả ở liều thông thường. Có thể là pentoxyverine có thể làm tăng hiệu lực của các loại thuốc an thần như benzodiazepin, một số thuốc chống co giật và thuốc chống trầm cảm, và rượu. Tương tự như vậy, một số thông tin của người tiêu dùng cảnh báo bệnh nhân dùng thuốc kết hợp với hoặc đến hai tuần sau khi dùng thuốc ức chế monoamin oxydase, được biết là gây ra phản ứng gây tử vong tiềm tàng khi kết hợp với dextromethorphan (chỉ liên quan về mặt hóa học).

## Cơ chế hoạt động
Pentoxyverine ngăn chặn phản xạ ho trong hệ thống thần kinh trung ương, nhưng cơ chế hoạt động chính xác không được biết một cách chắc chắn. Thuốc hoạt động như một chất đối vận ở các thụ thể muscarinic  (tiểu loại M1) và như một chất chủ vận ở các thụ thể sigma (tiểu loại σ1). Đặc tính kháng cholinergic của nó về mặt lý thuyết có thể làm thư giãn phế nang phổi và giảm sản xuất đờm. Spasmolytic và tính chất gây tê cục bộ cũng đã được mô tả. Sự liên quan lâm sàng của các cơ chế này là không chắc chắn.

## Dược động học
Chất này được hấp thụ nhanh từ ruột và đạt nồng độ tối đa trong huyết tương (C max) sau khoảng hai giờ. Nếu áp dụng trực tiếp, C max đạt được sau bốn giờ. Sinh khả dụng của thuốc đạn, được đo bằng diện tích dưới đường cong (AUC), gấp khoảng hai lần so với công thức uống, do hiệu ứng vượt qua đầu tiên trên 50%. Cho đến nay, phản ứng trao đổi chất quan trọng nhất là thủy phân ester, chiếm 26,3% tổng lượng thanh thải qua thận. Chỉ 0,37% được xóa dưới dạng chất ban đầu. Thời gian bán hủy trong huyết tương là 2,3 giờ đối với dạng uống và ba đến 3,5 giờ đối với thuốc đạn. Pentoxyverine cũng được bài tiết vào sữa mẹ.

## Tính chất hóa học
Pentoxyverine dihydrogen citrate, muối thường được sử dụng cho các chế phẩm uống, là một loại bột tinh thể màu trắng đến trắng. Nó hòa tan dễ dàng trong nước hoặc cloroform, nhưng không tan trong benzen, dietyl ete hoặc ete dầu mỏ. Nó tan chảy ở 90 đến 95 °C (194 đến 203 °F). Các loại muối có sẵn khác là hydroclorua và tannate; thuốc đạn chứa base tự do.